# Svitlana Azarova

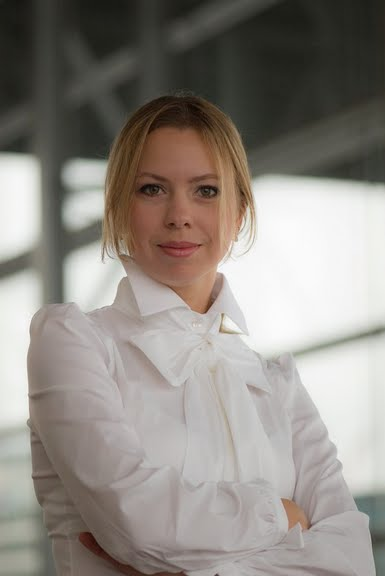
Svitlana Azarova

Svitlana Azarova (ukrainisch Світлана Анатоліївна Азарова Switlana Anatolijiwna Asarowa; * 9. Januar 1976 in Ismajil, Ukrainische SSR) ist eine ukrainisch-niederländische Komponistin Neuer Musik.

## Leben und Werk
Azarova ging nach dem Abschluss am Pädagogischen Institut als Musiklehrerin im Jahr 1996 ans Konservatorium Odessa, wo sie Komposition bei Olexander Krasotov und Karmella Tsepkolenko studierte. Das Studium schloss sie im Jahr 2000 ab.
2003 war sie für sechs Monate Stipendiatin des Kulturministeriums der Republik Polen an der Musikakademie Frédéric Chopin in Warschau bei Marcin Błażewicz. Im Jahr 2003 wurde sie vom Dresdner Zentrum für zeitgenössische Musik (DZzM, heute Europäisches Zentrum der Künste Hellerau) eingeladen, an einem Projekt im Rahmen der Dresdner Tage der zeitgenössischen Musik teilzunehmen.
Ihre Komposition Asiope wurde am 6. Oktober 2004 im Festspielhaus Hellerau uraufgeführt. Darin werden die Grenzen unterschiedlicher Kunstgattungen sowie der Grenze zwischen Publikum und Bühne durch das Einbauen von Textsequenzen in die Musik aufgelöst. Die Ensemblespieler zitieren aus Anträgen für ein Visum, gleichzeitig werde so die Demütigung musikalisch spürbar, denen man sich dabei ausgesetzt fühlt. Das Werk spiele auf die Konfrontation westlicher und östlicher Idiomatik an, so wie ihre Komposition WestEast.
2005 nahm sie an der 9. Internationalen Akademie für neue Komposition und AudioKunst in Seefeld in Tirol teil, die von Bogusław Schaeffer und Richard Boulanger geleitet wurde. Danach siedelte sie in die Niederlande über und absolvierte ein Aufbaustudium am Conservatorium van Amsterdam bei Theo Loevendie mit einem Master of Music im Jahr 2007. Als Composer in Residence wirkte sie 2007 am Visby International Centre for Composers (VICC) in Gotland, und 2008 am Czech Music Information Centre in Prag.
Ihre Komposition Mover of the Earth, Stopper of the Sun aus dem Jahr 2011 war eine Auftragsarbeit für das Orchestre National d' Île-de-France. Das Werk behandelt den revolutionären Umbruch, der durch das von Kopernikus vorgestellte heliozentrische Weltbild in der europäischen Geistesgeschichte ausgelöst wurde.
Von 2015 bis 2016 arbeitete sie an der von der Königlichen Dänischen Oper in Auftrag gegebene Oper Momo and the time thieves; the story of the child, who brought the stolen time back to the people. Diese Oper hatte am 15. Oktober 2017 auf der großen Bühne des Kopenhagener Opernhauses (Holmen) Weltpremiere.
Azarovas Werke werden von internationalen Ensembles und Orchestern aufgeführt. Dazu gehören Petra Stump (Klarinette), Mariko Nishioka und Yuka Sugimoto (Schlagwerk), Nieuw Ensemble (Niederlande), Stephan Vermeersch, Marcel Worms (Niederlande), Ensemble pass_ПОРТ unter der Leitung von Kevin John Edusei, das polnische Ensemble Sinfonia Iuventus unter der Leitung von Roman Rewakowicz, und das Eastern Connecticut Symphony Orchestra unter der Leitung von Toshiyuki Shimada.
Am 25. März 2023 spielte Ulrich von Wrochem in der Jakobuskirche Tübingen u. a. Azarova's I fell into the Sky als Zeichen der Solidarität mit der Ukraine.

## Kompositionen (Auswahl)
- 1999: Symphonic Poem für großes Symphonieorchester
- 1999: Diagram für fünf Celli
- 1999: Punished by Love Lied-Zyklus nach Versen von Ludmyla Olijnyk (auf Russisch) für Sopran und Klavier
- 2000: The Dance of Birds für Streichorchester[20]
- 2000: Chronometer für Piano[21]
- 2001: As for the Clot it is Slowly... für solo Tuba[20]
- 2002: ...is there no alternative for you? für Ensemble
- 2002: Axis of Every Karuss... für Klarinette, Piano und Cello[20]
- 2003: Symphonic Lana Sweet für großes Symphonieorchester
- 2003: West – East für Ensemble[1][15]
- 2003: Feet on Fire für zwei Schlagwerke[10]
- 2004: Asiope für Ensemble[1]
- 2005: Hotel Charlotte für Streicher-Quartett
- 2005: The Violinist's morning espresso für Violine[22]
- 2006: Model Citizens für Violoncello und Piano, beauftragt von Doris Hochscheid und Frans van Ruth[23]
- 2006: Valentina's Blues für Piano. Beauftragt von Marcel Worms, veröffentlicht auf seiner CD Red, White and Blues, 32 New Dutch Blues (Attacca Records #27103)[14]
- 2007: Trojaborg für solo Klarinette[12]
- 2007: Epices für Sopran, Bassklarinette, Trompete, Schlagwerk, Piano, Violine[24]
- 2007: Onderdrukte Haast (Suppressed Haste) für Blechbläserquintett
- 2007: On Tuesdays für Ensemble inspiriert durch Texte von Daniil Harms. Uraufgeführt durch Nieuw Ensemble
- 2008: Beyond Context für Kammerorchester, in Auftrag gegeben vom Polnischen Institut in Kiew[25]
- 2008: From this kind... für Chor, Blechbläser und Schlagwerk inspiriert durch Texte von Oksana Zabuzhko
- 2010: Pure thoughts transfixed, Symphonie für großes Orchester[26]
- 2011: Mover of the Earth, Stopper of the Sun für Sinfonieorchester (Ouvertüre), in Auftrag gegeben von ONDIF[27]
- 2013: Concerto Grosso für Violine solo, Viola solo und Streichorchester
- 2014: Hundred thirty one Angstrom Symphonie für großes Orchester
- 2015–2016: MOMO und die Zeit-Diebe; die Geschichte von dem Kind, das den Menschen die gestohlene Zeit zurückbrachte. Oper für großes Orchester, Solisten, Chor (gemischt und Kinder), in Auftrag gegeben von der Königlichen Oper Kopenhagen (Holmen). Basiert auf dem Roman Momo von Michael Ende.
- 2019: Hoc Vinces! für großes Orchester
- 2023: Awesome Stories für 6 Gitarren
- 2024: Trojaborg 2 (Ukrainisch) für Klarinette
- 2025: Hyperion für Ensemble